# Richmond International Raceway

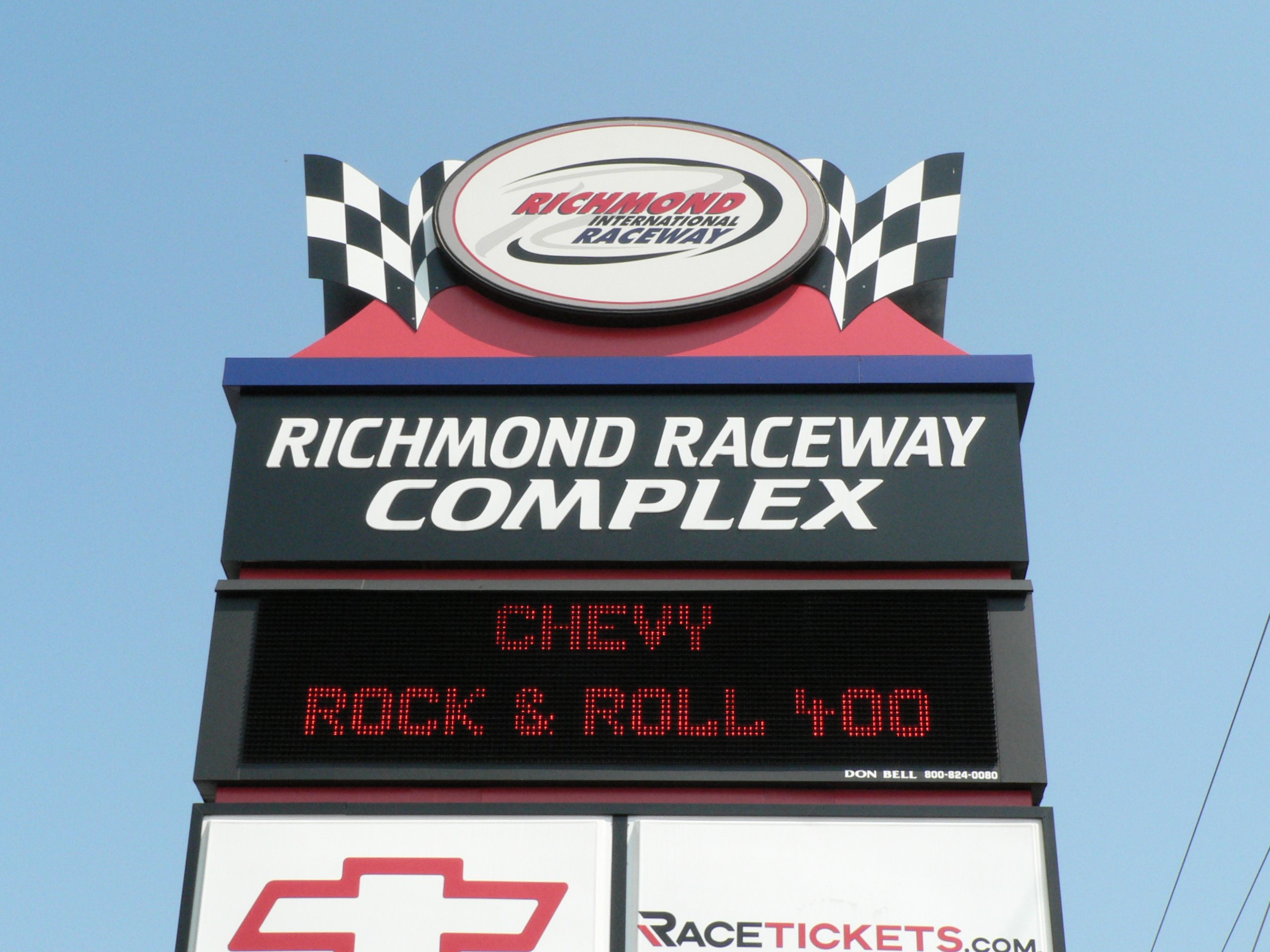
Richmond International Raceway

Richmond International Raceway is een racecircuit gelegen in de Amerikaanse stad Richmond in de staat Virginia. Het is een ovaal circuit dat in 1946 in gebruik werd genomen. Het circuit heeft een lengte van 0,75 mijl (1,2 km). Er worden onder meer races gehouden die op de kalender staan van de verschillende NASCAR-kampioenschappen en de Indy Racing League series. Het circuit staat bekend om het houden van nachtraces.

## Winnaars op het circuit
Winnaars op het circuit voor een race uit de Indy Racing League kalender.
| Jaar | Rijder            |
| ---- | ----------------- |
| 2001 | Buddy Lazier      |
| 2002 | Sam Hornish Jr.   |
| 2003 | Scott Dixon       |
| 2004 | Dan Wheldon       |
| 2005 | Hélio Castroneves |
| 2006 | Sam Hornish Jr.   |
| 2007 | Dario Franchitti  |
| 2008 | Tony Kanaan       |
| 2009 | Scott Dixon       |